# Rubellius Blandus

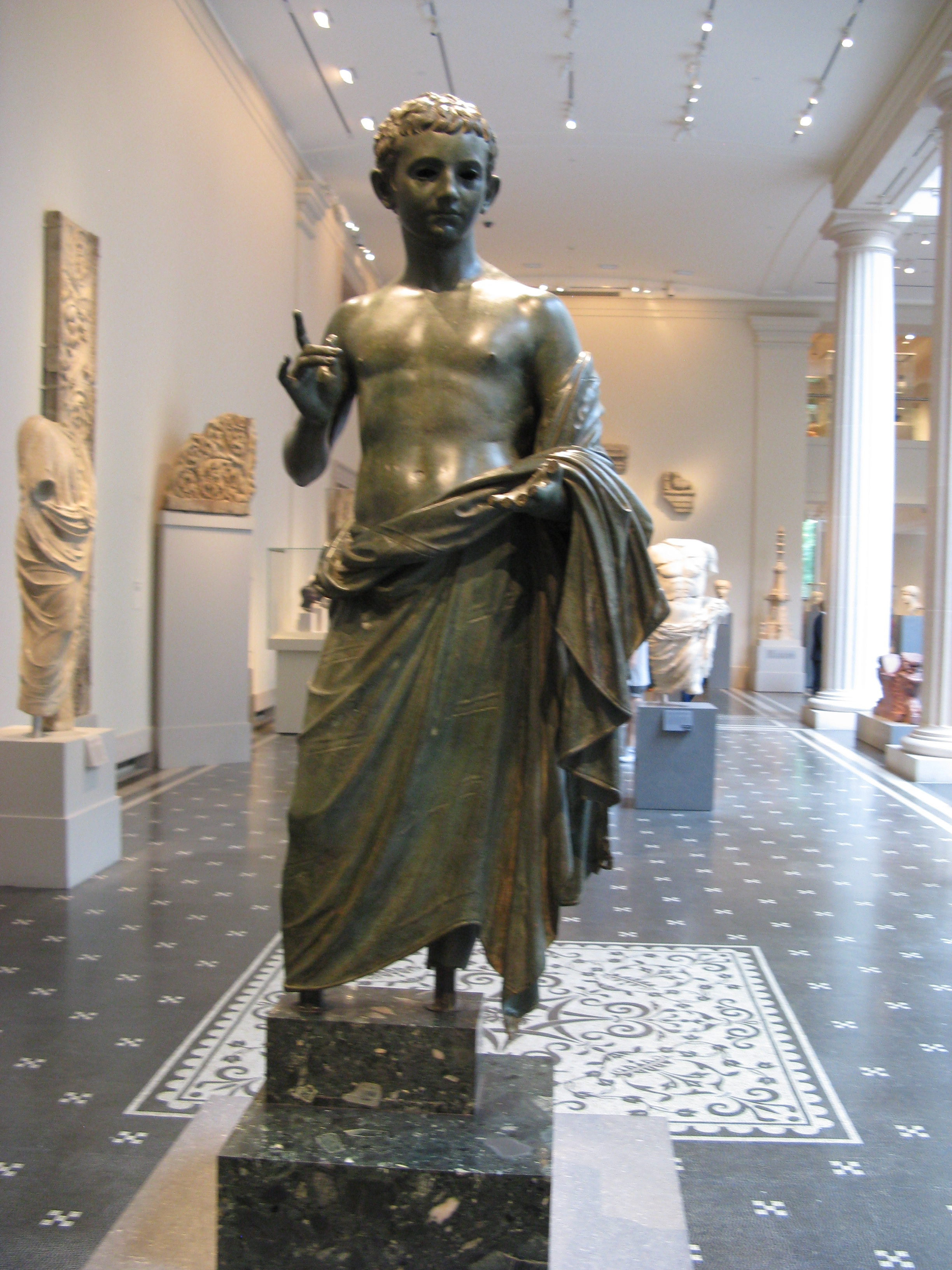
Ein aristokratischer Adulescens deklamiert, römische Bronze zur Zeit des Augustus.

Rubellius Blandus war in der Regierungszeit des Augustus (31 v. bis 14 n. Chr.) ein  römischer Eques (Ritter) aus Tibur und Stammvater der Rubellier. Er war, und darin liegt seine Bedeutung, der erste Rhetoriklehrer seines Standes, sein bekannter Schüler war Papirius Fabianus. Seneca der Ältere überliefert Bruchstücke seiner rhetorischen Praxis.

## Leben und Familie
Über sein Leben ist nur bekannt, dass er der Stammvater der Rubellier war, die in der frühen Kaiserzeit (30 v. bis 68 n. Chr.) bis in die höchsten Staatsämter und zum kaiserlichen Hof aufstiegen. Er war Großvater des Suffektkonsuls Gaius Rubellius Blandus und Urgroßvater des von Nero liquidierten Rubellius Plautus.

## Rhetoriklehrer
Blandus, als Ritter ein römischer Nobilis, hatte sich darin Verdienste erworben, dass er – und das war zu seiner Zeit noch nicht üblich – seinen Standesdünkel ablegte und als Rhetoriklehrer auftrat und Rhetorikunterricht erteilte. Er war der erste Rhetoriklehrer aus dem Ritterstand, was für Seneca anerkennens- und deshalb erwähnenswert gewesen sein muss, denn im gleichen Atemzug tadelt Seneca die Zurückhaltung seiner Standesgenossen auf diesem wichtigen Gebiet der höheren Bildung: „und durch die keineswegs zu billigende Haltung (der Nobiles) war es verpönt, (das) zu lehren, was anerkennenswert war zu lernen“. Blandus lehrte in Latein, was zuvor schon von Lucius Plotius Gallus eingeführt worden war.

## Rhetorik
Ausgehend von seinem Schüler Papirius Fabianus lassen sich Schlüsse auf seinen rhetorischen Stil ziehen. Denn Fabianus lernte zuvor bei Arellius Fuscus, den er aber aus stilistischen Gründen verlassen hatte, um dessen pompösem asianischen Stil zu entfliehen, und seine Ausbildung bei Blandus fortsetzte und bei diesem auch noch als Philosoph weiterübte.
Deshalb ist zu vermuten, dass Blandus eher dem schlichten und einfachen Stil der Attizisten zuneigte. Julius Brzoska schließt: „Diese Annahme wird in gewissem Grade durch die Proben bei Seneca bestätigt, wenn auch der Einfluss der damals vorherrschenden asianischen Geschmacksrichtung in der häufigen Anwendung von Antithesen (oft noch in Verbindung mit Parisosen und Homoioteleuta), von Anaphern und besonders Exclamationen unverkennbar ist.“

## Beispiele
Mehrere Proben seiner Redekunst finden sich bei Seneca. Drei Beispiele stechen hervor, sie enthalten kurze Kommentare zu Blandus' Redebeiträgen: Lob, Tadel und Ironie. Sie gehören zu den bei den Deklamatoren beliebten Themen von Mord und Totschlag in der Familie, meist skurrile und fantastische Fälle, die viel Raum ließen für phantasievolle und engagierte Redebeiträge.
(1) Das Publikum lobt Blandus für einen pointierten Ausspruch.
Thema der Kontroverse (Streitgespräch): Ein Ehemann wurde ermordet, sein 5-jähriger Sohn konnte das bezeugen und zeigte auf den Mörder, den Prokurator (Verwalter) des Ehemanns (Controversiae  7, 5, Anfang).
Blandus griff diese Szene auf und nachdem er beschrieben hatte, wie der Knabe auf den Verwalter zeigte, wurde (folgender) pointierter Ausspruch (des Blandus) gelobt: „Ein sehr informativer Finger!“
(2) Der Rhetor Latro verspottete Blandus für eine fragwürdige Conclusio.
Thema: Ein Bruder tötete nacheinander seine zwei Brüder, der erste ein Tyrann, der zweite ein Ehebrecher. Beim Ehebrecher-Bruder bat der Vater den Sohn erfolglos um Erbarmen (Controversiae 7, 1, Anfang).
Blandus malt diese Szene aus und schlüpft dazu in die Rolle des Vaters: „Ich bat (meinen Sohn) … er solle den Bruder nicht töten, seine Ehre als Tyrannenmörder nicht besudeln … während ich ihn bat und meine Hände schützend dazwischen hielt, schlug er sie mir fast ab“. Folgenden Satz verspottete Latro als kindisch: „Das hatte er (so) geplant, dass er einen der Seinen (den Vater) übrig ließ, den er nicht umbrachte.“
(3) Seneca interpretiert einen Redebeitrag des Blandus als ironisch.
Thema (Fortsetzung von Beispiel 2): Nach dem Mord an den Brüdern wurde der Totschläger-Sohn von Piraten entführt und vom Vater nicht freigekauft. Die Piraten ließen ihn laufen. Später verweigerte er dem Vater, der verarmte und zu verhungern drohte, den Unterhalt (Controversiae 1, 7 Anfang).
Die Kontroverse verhandelt wie in einem fiktiven Gerichtsprozess, in dem sich Vater und Sohn gegenüberstehen, den verweigerten Unterhalt. Blandus greift den Schlusssatz des Plädoyers seines Vorredners, des Kollegen Pompeius Silo, auf und steigert ihn ironisch.
Silo plädierte, der Vater eines Tyrannen sei eine Gefahr für die Republik, er hätte seinen Tyrannen-Sohn schon selbst töten müssen; dann habe er den Sohn, der es endlich tat, nicht von den Piraten freigekauft; alles spreche gegen den Vater und man solle ihn verhungern lassen. Zum Schluss fügte er hinzu: „Wage (ja) nicht zu fordern, dass dir das nütze, dass du der Vater eines (legitimen) Tyrannenmörders bist!“ Als Blandus am nächsten Tag deklamierte, wandte er (so Seneca) diesen Gedanken ins Ironische: „Er (der Vater) kann noch etwas auf die Waage legen; er ist auch Vater eines Ehebrechers.“
Erklärung: Auf die Waage legen kann der Vater nur seinen gesellschaftlich anerkannten Tyrannenmörder-Sohn, nicht den gesellschaftlich geächteten Tyrannen-Sohn, auch nicht den ebenso geächteten Ehebrecher-Sohn. Blandus' Einlassung ist also nur ein scheinbarer (ironischer) Vorschlag, der die Verteidigung des Vaters schwächen und die Argumentation Silos verstärken soll.

### Sekundärliteratur
- Stanley F. Bonner: Education in ancient Rome, from the Elder Cato to the Younger Pliny; Routledge (Verlag), New York 2012, Seite 71–73: Schulpraxis von Plotius bis Blandus.
- Julius Brzoska: Blandus 2. In: Paulys Realencyclopädie der classischen Altertumswissenschaft (RE). Band III,1, Stuttgart 1897, Sp. 557 f.
- Cordula Safferling: Untersuchungen zu den Praefationes von Seneca pater, Dissertation, Friedrich-Alexander-Universität, Erlangen-Nürnberg 2008, PDF-Download Universität Erlangen-Nürnberg; S. 96: „Daraus, dass Fabianus sich dem Einfluss seines ehemaligen Lehrers Arellius Fuscus entzog und längere Zeit bei Blandus studierte, lässt sich schließen, dass zumindest in den Augen des Seneca und des Fabianus in dieser Schule ein besserer Stil gepflegt wurde.“